# Casa Gralla (Martorell)
La casa Gralla és una obra del municipi de Martorell (Baix Llobregat) inclosa en l'Inventari del Patrimoni Arquitectònic de Catalunya.

## Descripció
Compta amb una finestra bigemminada de pedra deixada a la vista amb una columna al centre de fust fil·liforme de secció poligonal. L'obertura té un marc motllurat que a la zona superior té un element sobressortint on hi ha una creu grega gravada.

## Història
La finestra es construí a finals del segle passat, aprofitant elements arquitectònics de procedències diverses. La creu del centre amb molt probabilitat pertanyia a St. Genís de Rocafort; el capitell, la columna i la base, però, ho ignorem. Les dues impostes es pensa que són de cronologia anterior.